# Wereldbeker schaatsen 2021/2022 - Wereldbeker 3
De Wereldbeker schaatsen 2021/2022 Wereldbeker 3 was de derde wedstrijd van het wereldbekerseizoen die van 3 tot en met 5 december 2021 plaatsvond in de Utah Olympic Oval in Salt Lake City, Verenigde Staten. Tijdens deze wedstrijden reed Nils van der Poel een wereldrecord op de 5000 meter en de Amerikanen een wereldrecord op de ploegenachtervolging mannen.

## Tijdschema
| Datum               | Tijd (lokaal) | Tijd (CET) | Onderdeel                                                                                    |
| ------------------- | ------------- | ---------- | -------------------------------------------------------------------------------------------- |
| Vrijdag 3 december  | 12:30         | 20:30      | 1e 500 m vrouwen 1e 500 m mannen 3000 m vrouwen 5000 m mannen                                |
| Zaterdag 4 december | 12:30         | 20:30      | 2e 500 m vrouwen 1500 m mannen 1000 m vrouwen massastart mannen ploegenachtervolging vrouwen |
| Zondag 5 december   | 12:30         | 20:30      | 2e 500 m mannen 1500 m vrouwen 1000 m mannen massastart vrouwen ploegenachtervolging mannen  |

## Podia

### Mannen
| Wedstrijd            | Goud                                                   | Tijd              | Zilver                                                          | Tijd              | Brons                                                     | Tijd              |
| 1e 500 m             | Yamato Matsui Japan                                    | 34,04             | Wataru Morishige Japan                                          | 34,09(1)          | Laurent Dubreuil Canada                                   | 34,09(9)          |
| 2e 500 m             | Wataru Morishige Japan                                 | 33,99             | Artjom Arefjev Rusland                                          | 34,00             | Laurent Dubreuil Canada                                   | 34,05             |
| 1000 m               | Thomas Krol Nederland                                  | 1.06,44           | Kjeld Nuis Nederland                                            | 1.06,86           | Hein Otterspeer Nederland                                 | 1.06,95           |
| 1500 m               | Joey Mantia Verenigde Staten                           | 1.41,15           | Ning Zhongyan China                                             | 1.41,38           | Thomas Krol Nederland                                     | 1.41,89           |
| 5000 m               | Nils van der Poel Zweden                               | 6.01,56 WR        | Patrick Roest Nederland                                         | 6.04,41           | Davide Ghiotto Italië                                     | 6.07,27           |
| Massastart           | Bart Swings België                                     | 61 punten 7.25,42 | Viktor-Hald Thorup Denemarken                                   | 42 punten 7.26,11 | Roeslan Zacharov Rusland                                  | 23 punten 7.27,04 |
| Ploegenachtervolging | Verenigde Staten Casey Dawson Emery Lehman Joey Mantia | 3.34,47 WR        | Noorwegen Hallgeir Engebråten Peder Kongshaug Kristian Ulekleiv | 3.36,39           | Italië Andrea Giovannini Michele Malfatti Nicola Tumolero | 3.37,98           |

### Vrouwen
| Wedstrijd            | Goud                                                     | Tijd              | Zilver                                             | Tijd              | Brons                                                            | Tijd              |
| 1e 500 m             | Erin Jackson Verenigde Staten                            | 36,80             | Angelina Golikova Rusland                          | 36,93             | Femke Kok Nederland                                              | 37,01             |
| 2e 500 m             | Andżelika Wójcik Polen                                   | 36,77             | Angelina Golikova Rusland                          | 36,78             | Olga Fatkoelina Rusland                                          | 36,93             |
| 1000 m               | Miho Takagi Japan                                        | 1.11,83           | Jutta Leerdam Nederland                            | 1.12,25           | Brittany Bowe Verenigde Staten                                   | 1.12,60           |
| 1500 m               | Miho Takagi Japan                                        | 1.49,99           | Ayano Sato Japan                                   | 1.51.46           | Antoinette de Jong Nederland                                     | 1.51,72           |
| 3000 m               | Irene Schouten Nederland                                 | 3.52,89           | Antoinette de Jong Nederland                       | 3.55,19           | Ragne Wiklund Noorwegen                                          | 3.55,51           |
| Massastart           | Ivanie Blondin Canada                                    | 60 punten 8.31,87 | Marijke Groenewoud Nederland                       | 40 punten 8.31,88 | Sofie Karoline Haugen Noorwegen                                  | 22 punten 8.32,26 |
| Ploegenachtervolging | Canada Ivanie Blondin Valérie Maltais Isabelle Weidemann | 2.52,39           | Nederland Irene Schouten Melissa Wijfje Ireen Wüst | 2.52,69           | Rusland Jelizaveta Goloebeva Jevgenia Lalenkova Natalja Voronina | 2.56,22           |